# Schlernmassief
Het Schlernmassief is een gebergte in de westelijke Dolomieten, die zich hoofdzakelijk in Zuid-Tirol (Italië) bevindt.